# Supercopa de Geòrgia
La Supercopa de Geòrgia (en georgià, საქართველოს სუპერთასი) és una competició de futbol entre els tres primers classificats de l'Erovnuli Liga i el guanyador de la Copa de Geòrgia. La primera edició es va celebrar l'any 1996 i des d'aquesta primera edició fins a l'any 2022, la Supercopa enfrontava el campió de l'última lliga contra el campió de l'última copa. Des del 2023, el format de la Supercopa va canviar, passant a ser quatre equips que juguen un play-off. Els tres primers classificats de la Erovnuli Liga i el campió de la Copa de Geòrgia. El campió de lliga juga contra el tercer classificat i el segon de la lliga contra el campió de copa. Els perdedors de les semifinals jugaran el partit pel tercer i quart lloc mentre els guanyadors juguen la final.
Quan un club ha guanyat les dues competicions, l'equip que va perdre la final de Copa de Geòrgia participa a la competició contra el guanyador del doblet. Això va succeir el 1996 y 1997, quan el FC Dinamo Tbilisi va guanyar els dos títols.

## Finals de Supercopa (1996-2022)
| Temporada | Data       | Campió                 | Resultat               | Finalista              | Seu de la final                     |                        |
| --------- | ---------- | ---------------------- | ---------------------- | ---------------------- | ----------------------------------- | ---------------------- |
| 1996      | 27.07.1996 | Dinamo Tbilisi         | 4 – 0                  | Dinamo Batumi          | Estadi Central, Batumi              |                        |
| 1997      | 03.08.1997 | Dinamo Tbilisi         | 4 − 1                  | Dinamo Batumi          | Estadi Givi Kiladze, Kutaisi        |                        |
| 1998      | 01.08.1998 | Dinamo Batumi          | 2 − 1                  | Dinamo Tbilisi         | Estadi Central, Batumi              |                        |
| 1999      | 28.02.2000 | Dinamo Tbilisi         | 1 − 0                  | Torpedo Kutaisi        | Estadi Borís Paitxadze, Tbilisi     |                        |
| 2000–2004 | -----      | Edicions no disputades | Edicions no disputades | Edicions no disputades | Edicions no disputades              | Edicions no disputades |
| 2005      | 13.09.2005 | Dinamo Tbilisi         | 1 – 0                  | Lokomotivi Tbilisi     | Estadi Central, Batumi              |                        |
| 2006      | 30.11.2006 | Ameri Tbilisi          | 1 – 0                  | Sioni Bolnisi          | Estadi Mikheil Meskhi, Tbilisi      |                        |
| 2007      | 08.12.2007 | Ameri Tbilisi          | 4 – 1                  | Metalurgi Rustavi      | Estadi Tengiz Burjanadze, Gori      |                        |
| 2008      | 02.12.2008 | Dinamo Tbilisi         | 1 – 0                  | FC Zestafoni           | Estadi Mikheil Meskhi, Tbilisi      |                        |
| 2009      | 16.12.2009 | FC WIT Georgia         | 2 – 1                  | Dinamo Tbilisi         | Estadi Poladi, Rustavi              |                        |
| 2010      | 21.12.2010 | Metalurgi Rustavi      | 2 – 0                  | FC WIT Georgia         | Estadi Borís Paitxadze, Tbilisi     |                        |
| 2011      | 29.05.2012 | FC Zestafoni           | 3 − 1                  | FC Gagra               | Estadi Mikheil Meskhi, Tbilisi      |                        |
| 2012      | 22.02.2013 | FC Zestafoni           | 2 – 2 (4–2 pen.)       | Dila Gori              | Estadi Mikheil Meskhi, Tbilisi      |                        |
| 2013      | 22.12.2013 | Chikhura Sachkhere     | 1 − 0                  | Dinamo Tbilisi         | Estadi Mikheil Meskhi, Tbilisi      |                        |
| 2014      | 11.12.2014 | Dinamo Tbilisi         | 1 − 0                  | Chikhura Sachkhere     | Estadi Borís Paitxadze, Tbilisi     |                        |
| 2015      | 25.08.2015 | Dinamo Tbilisi         | 1 − 0                  | Dila Gori              | Estadi Mikheil Meskhi, Tbilisi      |                        |
| 2016      | -----      | Edició no disputada    | Edició no disputada    | Edició no disputada    | Edició no disputada                 | Edició no disputada    |
| 2017      | 26.02.2017 | FC Samtredia           | 2 − 1                  | Torpedo Kutaisi        | Estadi Murtaz Khurtsilava, Martvili |                        |
| 2018      | 24.02.2018 | Torpedo Kutaisi        | 2 − 1                  | Chikhura Sachkhere     | Estadi David Petriashvili, Tbilisi  |                        |
| 2019      | 24.02.2019 | Torpedo Kutaisi        | 1 − 0                  | Saburtalo Tbilisi      | Estadi Tengiz Burjanadze, Gori      |                        |
| 2020      | 23.02.2020 | Saburtalo Tbilisi      | 1 − 0                  | Dinamo Tbilisi         | Estadi Mikheil Meskhi 2, Tbilisi    |                        |
| 2021      | 21.02.2021 | Dinamo Tbilisi         | 2 – 2 (5–4 pen.)       | FC Gagra               | Estadi Mikheil Meskhi, Tbilisi      |                        |
| 2022      | 20.02.2022 | Dinamo Batumi          | 0 – 0 (7–6 pen.)       | Saburtalo Tbilisi      | Estadi Ramaz Shengelia, Kutaisi     |                        |

## Supercopa Final Four (2023–)
| Any             | Campió                                               | Resultat              | Finalista                                      | Estadi                                |                                                      | Tercera Plaça                                   | Resultat                                         | Quarta Plaça                                  | Estadi                             |
| 2023 04.07.2023 | FC Dinamo Tbilisi (9) Campió de l'Erovnuli Liga 2022 | 1–1 (prò.) (4–3 pen.) | FC Dinamo Batumi Segon a l'Erovnuli Liga 2022  | Boris Paichadze Dinamo Arena, Tbilisi | FC Torpedo Kutaisi Campió de la Copa de Geòrgia 2022 | 0–0 (prò.) (5–4 pen.)                           | FC Dila Gori Tercer a l'Erovnuli Liga 2022       | Ramaz Shengelia Stadium, Kutaisi              |                                    |
| 2024 03.07.2024 | FC Torpedo Kutaisi (3) Tercer a l'Erovnuli Liga 2023 | 2–1                   | FC Dinamo Tbilisi Segon a l'Erovnuli Liga 2023 | Boris Paichadze Dinamo Arena, Tbilisi | FC Dinamo Batumi Campió de l'Erovnuli Liga 2023      | 3–2                                             | FC Iberia 1999 Campió de la Copa de Geòrgia 2023 | Adjarabet Arena, Batumi                       |                                    |
| 2025 02.07.2025 | FC Dila Gori (1) Tercer a l'Erovnuli Liga 2024       | 2–0                   | FC Spaeri Campió de la Copa de Geòrgia 2024    | Estadi David Petriashvili, Tbilisi    |                                                      | FC Torpedo Kutaisi Segon a l'Erovnuli Liga 2024 | 0–0 (prò.) (3–2 pen.)                            | FC Iberia 1999 Campió de l'Erovnuli Liga 2024 | Estadi David Petriashvili, Tbilisi |

## Títols per club
| Club                  | Títols | Anys campió                                          | Finalista | Anys subcampió               |
| --------------------- | ------ | ---------------------------------------------------- | --------- | ---------------------------- |
| FC Dinamo Tbilisi     | 9      | 1996, 1997, 1999, 2005, 2008, 2014, 2015, 2021, 2023 | 5         | 1998, 2009, 2013, 2020, 2024 |
| FC Torpedo Kutaisi    | 3      | 2018, 2019, 2024                                     | 2         | 1999, 2017                   |
| FC Dinamo Batumi      | 2      | 1998, 2022                                           | 3         | 1996, 1997, 2023             |
| FC Zestafoni          | 2      | 2011, 2012                                           | 1         | 2008                         |
| FC Ameri Tbilisi †    | 2      | 2006, 2007                                           | -         | -----                        |
| FC Chikhura Sachkhere | 1      | 2013                                                 | 2         | 2014, 2018                   |
| FC Saburtalo Tbilisi  | 1      | 2020                                                 | 2         | 2019, 2022                   |
| FC Dila Gori          | 1      | 2025                                                 | 2         | 2012, 2015                   |
| FC WIT Georgia        | 1      | 2009                                                 | 1         | 2010                         |
| FC Metalurgi Rustavi  | 1      | 2010                                                 | 1         | 2007                         |
| FC Samtredia          | 1      | 2017                                                 | -         | -----                        |
| FC Gagra              | -      | -----                                                | 2         | 2011, 2021                   |
| FC Lokomotivi Tbilisi | -      | -----                                                | 1         | 2005                         |
| FC Sioni Bolnisi      | -      | -----                                                | 1         | 2006                         |
| FC Spaeri             | -      | -----                                                | 1         | 2025                         |

- † Equip desaparegut.